# Effie Karabuda
Effie Anna Barbara Karabuda född 28 september 1995 i Stockholm, är en svensk journalist. 
Mellan 2016 och 2020 var Karabuda spelredaktör på Aftonbladet. Hon hördes även i P3 Spel som krönikör. Tidigare var Karabuda återkommande spelkrönikör i Aftonbladet och recensent i tidningen LEVEL. Hon har även programlett livesändningar i både P3 och SVT. I januari 2021 blev Karabuda spelreporter för Sveriges Radio P3.. Sedan 2023 är hon techreporter för kanalen. 
Den 28 januari 2016 utsågs hon till årets spelskribent 2015. Hon fick även utmärkelsen under 2017 års omröstning.
Karabuda släppte den 17 september 2018 boken Gamer på Bonnier Carlsen förlag. Boken riktar sig till ungdomar och deras föräldrar och innehåller allt från intervjuer till reportage om E-sport och cosplay. 
Karabuda är dotter till regissören Wilhelm Carlsson och manusförfattaren Denize Karabuda samt halvsyster till artisten Robyn.